# Троицко-Никольское
Троицко-Никольское — село в Ковровском районе Владимирской области России, входит в состав Новосельского сельского поселения.

## География
Село расположено в 4 км на восток от центра поселения посёлка Новый, в 2 км на юг от райцентра города Ковров.

## История
Деревянная Троицкая церковь в селе упоминается в XV веке. В 1794 году на средства прихожан построен каменный храм того же наименования. Престолов два: в холодной церкви в честь Святой Живоначальной Троицы, в теплом приделе в честь иконы Казанской Божией Матери. Церковь святого и чудотворного Николая значится в окладных патриаршего казенного приказа книгах под 1628 годом: «церковь Николы чудотворца в селе Троицком вотчине князя Романа Пожарского…», а под 1672 годом показано: «отдана Суздальскому архиепископу». В течение XVII—XVIII столетия церковь в селе была однопрестольная — в честь святого и чудотворного Николая, зданием деревянная, с таковою же колокольнею. В 1796 году вместо деревянной церкви усердием прихожан построена каменная церковь, однопрестольная, и освящена в прежнее наименование — в честь святого и чудотворного Николая. Одновременно с церковью построена была деревянная, на каменном фундаменте, колокольня. Церковь существует до настоящего времени, но со значительными изменениями: в 1854 году вместо деревянной колокольни построена каменная колокольня; в 1857 году в церкви устроен теплый придел в честь преподобного Сергия Радонежского; в 1860 году алтарь холодной церкви, к этому времени обветшавший, был возобновлен, устроен новый иконостас и вызолочен и Николаевский престол был вновь освящен в том же 1860 году; в означенном же году при колокольне построено здание для помещения церковной ризницы; в 1868 году церковь и ограда обнесены каменною оградою; в 1869 году иконостас в теплой церкви вызолочен, а в 1870 году стены в обеих церквах расписаны священными картинами. Престолов в церкви два: в холодной — в честь святого и чудотворного Николая и в теплом приделе — во имя Сергия Радонежского-Чудотворца. К этой церкви была приписана находившаяся в том же селе церковь Святой Живоначальной Троицы.
В конце XIX — начале XX века село входило в состав Бельковской волости Ковровского уезда, с 1924 года — в Клюшниковской волости. 
3 апреля 1935 года Троицкая церковь была закрыта по решению Ивановского облисполкома, и в том же году её сломали до основания. Тот же областной исполнительный комитет закрыл и Никольский храм — 24 июля 1941 года. К тому времени он уже не функционировал, имея более 16 тысяч рублей долга государству. В здании церкви был устроен склад, а потом его забросили. Ограда вокруг церкви и кладбище были снесены полностью. 
С 1929 года село входило в состав Шашовского сельсовета в составе Ковровского района, позднее вплоть до 2005 года село входило в состав Новосельского сельсовета (с 1998 года — сельского округа).
27 ноября 2022 года  епископ Ковровский Стефан (Привалов) освятил церковь святителя Николая Чудотворца и возглавил Божественную литургию.

## Население
| 1859 | 1926 |
| ---- | ---- |
| 86   | 141  |

| 1859 | 1905 | 1926 | 2002 | 2010 | 2021 |
| ---- | ---- | ---- | ---- | ---- | ---- |
| 86   | ↘82  | ↗141 | ↘42  | ↘34  | ↗67  |

## Достопримечательности
В селе находится действующая Церковь Николая Чудотворца (1796).